# Stenozethes
Stenozethes is een geslacht van vlinders van de familie spinneruilen (Erebidae), uit de onderfamilie Calpinae.

## Soorten
- S. hyriona Hampson, 1926
- S. obscurata Butler, 1879
- S. ornata Leech, 1900
- S. tipula Swinhoe, 1893